# Удовиченко, Матрёна Афанасьевна
Матрёна Афанасьевна Удовиченко (10 октября 1910 года — 12 декабря 1995 года) — звеньевая колхоза имени Куйбышева, гор. Ялта Крымской области. Герой Социалистического Труда (1951). Почётный гражданин Ялты.

## Биография
Родилась в 1910 году в крестьянской семье в одном из сельских населённых пунктов на территории современной Ростовской области. Трудовую деятельность начала в раннем возрасте. Работала по найму в сельском хозяйстве. Во время коллективизации вступила в колхоз. В 1944 году переехала в Крымскую область по государственной программе заселения полуострова русским населением.
Трудилась рядовой колхозницей в колхозе имени Куйбышева. Позднее была назначена звеньевой виноградарей. В 1949 году звено Матрёны Удовиченко собрало в среднем 74,9 центнеров винограда с каждого гектара на участке площадью 3,6 гектара. За эти выдающиеся трудовые достижения была награждена Орденом Ленина.
В 1950 году бригада под руководством Матрёны Удовиченко собрало в среднем по 85,7 центнера с каждого гектара на участке площадью 3,6 гектаров. Указом Президиума Верховного Совета СССР от 12 июля 1951 года «за получение в 1950 году высокого урожая винограда» удостоена звания Героя Социалистического Труда с вручением ордена Ленина и золотой медали Серп и Молот.
С 1951 года — бригадир виноградарей в колхозе имени Куйбышева (позднее — совхоз «Ливадия»).
Избиралась депутатом Ялтинского городского Совета народных депутатов.
После выхода на пенсию проживала в посёлке Куйбышево (сегодня в городских границах Ялты). Скончалась в декабре 1995 года.

## Награды
- Герой Социалистического Труда
- Орден Ленина — дважды (30.05.1950; 1951)
- Орден Трудового Красного Знамени (14.07.1949)
- Почётный гражданин города Ялта[2]